# Ток писин
Ток писин (Tok Pisin) е креолски език, говорен от около 50 000 души в Папуа Нова Гвинея.